# Cabrales
El cabrales és un formatge blau fet amb llet crua de vaca, de cabra i d'ovella. Té una crosta tova de color grisenc i la seva pasta és ferma i untuosa, d'olor molt forta i sabor picant. La maduració es realitza en coves naturals als Picos de Europa, durant un període de 2 a 5 mesos. A diferència d'altres formatges blaus, al cabrales no cal addicionar-li espores de Penicillium, ja que la seua sembra es produeix de manera natural i espontània a les coves de maduració.
Encara que el reglament permetia recobrir el formatge amb el tradicional embolcall de fulles de fals plàtan (Acer pseudoplatanus), el Consell Regulador ha decidit posteriorment no autoritzar aquesta presentació i exigeix la utilització d'un paper especial d'ús alimentari, el qual duu dibuixades les fulles de fals plàtan.
El seu nom prové de la vila asturiana de Cabrales.
Des del 1981 els elaboradors d'aquest formatge estan sotmesos al Reglament de la Denominació d'Origen del Formatge Cabrales, havent d'ajustar-se a uns procediments com, per exemple, emprar només llet autòctona o seguir tècniques artesanals en l'elaboració.
Només pot elaborar-se a les següents parròquies: Arangas, Arenas, Asiego, Berodia, Bulnes, Camarmeña, Canales, Carreña, Escobar, Inguanzo, La Molina, La Salce, Ortiguero, Pandiello, Puertas, Poo, Sotres i Tielve, del concejo de Cabrales, i Oceño, Cáraves i Rozagas del concejo de El Valle Altu de Peñamellera.
El darrer diumenge d'agost se celebra en Arenas de Cabrales el Certamen del formatge Cabrales.
Des de l'any 1996 gaudeix del reconeixement de la Unió Europea com a Denominació d'Origen Protegida (DOP).